# سیارک ۱۱۸۹
سیارک ۱۱۸۹ (به انگلیسی: 1189 Terentia، نامگذاری:1930SG) هزار و صد و هشتاد و نهمین سیارک کشف شده‌است که در ۱۷ سپتامبر ۱۹۳۰ و در رصدخانه سایمیز کشف شد.
قدر مطلق سیارک برابر ۱۰٫۰۰ است.